# Bañuelos de Bureba
Bañuelos de Bureba – gmina w Hiszpanii, w prowincji Burgos, w Kastylii i León, o powierzchni 15,44 km². W 2011 roku gmina liczyła 33 mieszkańców.